# Einteilchenproblem

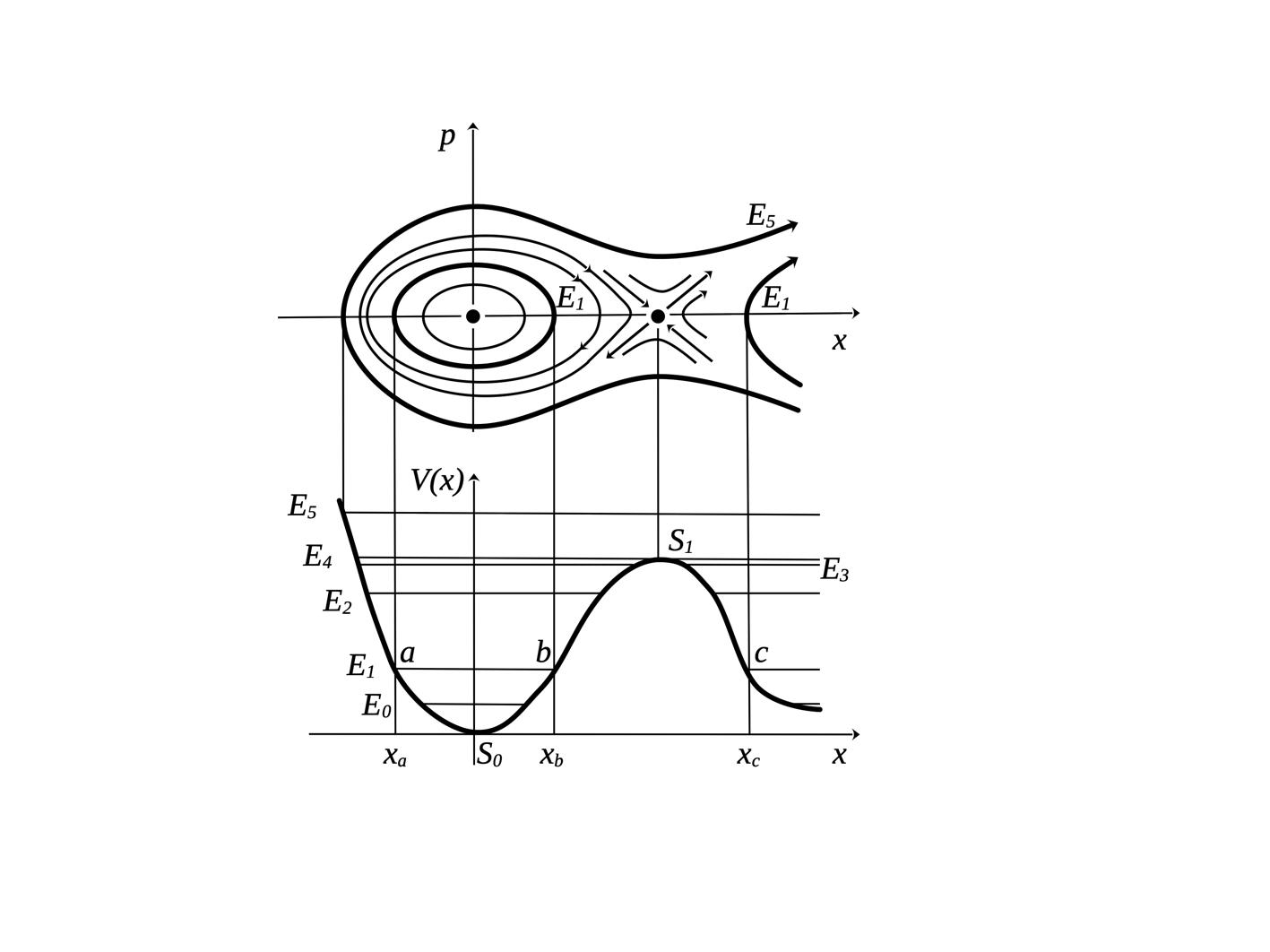
Die Skizze zeigt die Energieniveaulinien und den Phasenraum einer Einteilchenbewegung

Das Einteilchenproblem behandelt im einfachsten Fall die physikalische Wechselwirkung eines Teilchens mit einem Kraftfeld {\displaystyle {\vec {F}}}. Die konservativen Kräfte hängen nur vom Ort {\displaystyle {\vec {r}}} ab und haben ein skalares Potential {\displaystyle V({\vec {r}})}, so dass {\displaystyle \textstyle {\vec {F}}=-{\frac {\partial V({\vec {r}})}{\partial {\vec {r}}}}} gilt. Dabei wird angenommen, dass das Feld unabhängig vom Teilchen existiert und nicht durch die Bewegung des Teilchens beeinflusst wird. In einer Dimension kann das Einteilchenproblem mit dem Energiesatz durch eine einfache Integration durch Trennung der Veränderlichen und anschließende Inversion gelöst werden:
{\displaystyle {\begin{aligned}{\frac {1}{2}}m{\dot {x}}^{2}+V(x)&=E\\\Leftrightarrow {\frac {dx}{dt}}&={\sqrt {{\frac {2}{m}}\left[E-V(x)\right]}}\\\Rightarrow \int _{x_{0}}^{x}{\frac {dx'}{\sqrt {{\frac {2}{m}}\left[E-V(x')\right]}}}&=t-t_{0}\end{aligned}}}
Der Punkt über dem Buchstaben {\displaystyle x} ist die Newtonsche Schreibweise für die Zeitableitung, hier der Geschwindigkeit {\displaystyle {\dot {x}}}. Die Gesamtenergie {\displaystyle E=V(x_{0})} und die Startzeit {\displaystyle t_{0}} sind die beiden freien Konstanten in der Lösung der Bewegungsgleichung. Da die kinetische Energie {\displaystyle {\textstyle {\frac {1}{2}}}m{\dot {x}}^{2}} positiv ist, existiert die Bewegung des Teilchens nur in Bereichen {\displaystyle E>V(x)}. In der Skizze wären dies für die Energie {\displaystyle E_{1}} die Strecke {\displaystyle {\overline {ab}}} und der Abschnitt rechts von {\displaystyle c}. Die Geschwindigkeit {\displaystyle {\dot {x}}\sim {\sqrt {E-V(x)}}} ist umso größer, je kleiner das Potential {\displaystyle V(x)} ist. Das lokale Maximum {\displaystyle S_{1}} des Potentials in der Skizze ist instabil, während das Minimum {\displaystyle S_{0}} eine stabile Gleichgewichtslage darstellt.
Aus der Zeitunabhängigkeit der Energie folgt die Newtonsche Bewegungsgleichung:
{\displaystyle {\begin{aligned}{\frac {{\text{d}}E}{{\text{d}}t}}=0&={\frac {{\text{d}}\,\,\,}{{\text{d}}t}}\left[{\frac {m}{2}}\left({\frac {{\text{d}}x}{{\text{d}}t}}\right)^{2}+V(x)\right]={\frac {{\text{d}}x}{{\text{d}}t}}\left(m{\frac {{\text{d}}^{2}x}{{\text{d}}t^{2}}}+{\frac {{\text{d}}V(x)}{{\text{d}}x}}\right)\\&\Rightarrow \,m{\frac {{\text{d}}^{2}x}{{\text{d}}t^{2}}}=-{\frac {{\text{d}}V(x)}{{\text{d}}x}}\end{aligned}}}
Diese Bewegungsgleichung ergibt sich auch aus dem Prinzip der kleinsten Wirkung. Nach Lagrange existiert ein Skalar {\displaystyle {\cal {L}}} als Differenz von kinetischer Energie {\displaystyle {\textstyle {\frac {1}{2}}}m{\dot {x}}^{2}} und potentieller Energie {\displaystyle V(x)}:
| {\displaystyle {\cal {L}}(x,{\dot {x}})={\textstyle {\frac {1}{2}}}m{\dot {x}}^{2}-V(x)} |  | (1) |
| {\displaystyle {\cal {L}}(x,{\dot {x}})={\textstyle {\frac {1}{2}}}m{\dot {x}}^{2}-V(x)} |  | (1) |
Zu den Zeitpunkten {\displaystyle t_{1}} und {\displaystyle t_{2}} liegen feste Zustände {\displaystyle x^{(1)}} und {\displaystyle x^{(2)}} des Systems vor. Das System entwickelt sich so, dass die Wirkung {\displaystyle {\cal {S}}} als weiterer Skalar das Zeitintegral von {\displaystyle {\cal {L}}}
{\displaystyle {\cal {S=\int _{t_{1}}^{t_{2}}{\cal {L(x,{\dot {x}},t){\text{d}}t}}}}}
minimiert.
Das Verschwinden der Variation {\displaystyle \delta {\cal {S}}=0} von {\displaystyle {\cal {S}}} führt auf die Lagrangesche Differentialgleichung
| {\displaystyle \delta {\cal {S}}=0\quad \Rightarrow \quad {\frac {{\text{d}}\,\,\,}{{\text{d}}t}}{\frac {\partial {\cal {L}}}{\partial {\dot {x}}}}-{\frac {\partial {\cal {L}}}{\partial x}}=0} |  | (2) |
| {\displaystyle \delta {\cal {S}}=0\quad \Rightarrow \quad {\frac {{\text{d}}\,\,\,}{{\text{d}}t}}{\frac {\partial {\cal {L}}}{\partial {\dot {x}}}}-{\frac {\partial {\cal {L}}}{\partial x}}=0} |  | (2) |
| Kurzer Beweis |
| Gesucht ist die Funktion der Ortskoordinate {\displaystyle x(t)}, die die Wirkung {\displaystyle {\cal {S}}} minimiert. Für {\displaystyle x(t)+\delta x(t)} wächst {\displaystyle {\cal {S}}}. Die Variation {\displaystyle \delta x(t)} der Funktion {\displaystyle x(t)} soll klein sein und an den Integrationsgrenzen {\displaystyle t_{1}} und {\displaystyle t_{2}} verschwinden: {\displaystyle \delta x(t_{1})=\delta x(t_{2})=0}. Alle Vergleichsfunktionen müssen an den Endpunkten {\displaystyle x^{(1)}} und {\displaystyle x^{(2)}} die gleichen Werte annehmen. Dieser Zuwachs der Wirkung {\displaystyle {\cal {S}}} durch {\displaystyle x(t)+\delta x(t)} lautet: {\displaystyle \delta {\cal {S}}=\int _{t_{1}}^{t_{2}}{\cal {L(x+\delta x,{\dot {x}}+\delta {\dot {x}},t){\text{d}}t-\int _{t_{1}}^{t_{2}}{\cal {L(x,{\dot {x}},t){\text{d}}t}}}}} Die Entwicklung der Differenz nach Potenzen von {\displaystyle \delta x(t)} und {\displaystyle \delta {\dot {x}}(t)} im Integranden beginnt mit den Termen erster Ordnung. Eine notwendige Bedingung dafür, dass {\displaystyle {\cal {S}}} ein Minimum (oder allgemeiner ein Extremum) annimmt, ist, dass die Summe dieser Terme verschwindet. Diese Summe nennt man die erste Variation des Integrals. Auf diese Weise kann das Prinzip der kleinsten Wirkung wie folgt ausgedrückt werden: {\displaystyle \delta {\cal {S}}=\delta \int _{t_{1}}^{t_{2}}{\cal {L}}(x,{\dot {x}},t){\text{d}}t=\int _{t_{1}}^{t_{2}}\left({\frac {\partial {\cal {L}}}{\partial x}}\delta x(t)+{\frac {\partial {\cal {L}}}{\partial {\dot {x}}}}\delta {\dot {x}}(t)\right){\text{d}}t=0} Mit {\displaystyle \delta {\dot {x}}(t)={\textstyle {\frac {{\text{d}}\,\,\,}{{\text{d}}t}}}\delta x(t)} und partieller Integration des zweiten Terms erhält man {\displaystyle \delta {\cal {S}}={\frac {\partial {\cal {L}}}{\partial x}}\delta x(t){\bigg \|}_{t_{1}}^{t_{2}}+\int _{t_{1}}^{t_{2}}\left({\frac {\partial {\cal {L}}}{\partial x}}-{\frac {{\text{d}}\,\,\,}{{\text{d}}t}}{\frac {\partial {\cal {L}}}{\partial {\dot {x}}}}\right)\delta x(t){\text{d}}t=0} Da {\displaystyle x(t)} in den Endpunkten {\displaystyle t_{1},t_{2}} fixiert ist, verschwindet der erste Summand und das Integral kann für jedes {\displaystyle \delta x(t)} nur dann Null werden, wenn der Integrand verschwindet. Dies ist die Lagrange-Gleichung der Mechanik. {\displaystyle {\frac {{\text{d}}\,\,\,}{{\text{d}}t}}{\frac {\partial {\cal {L}}}{\partial {\dot {x}}}}-{\frac {\partial {\cal {L}}}{\partial x}}=0} |

Im Lagrange-Formalismus der Mechanik wird die Bahn {\displaystyle x(t)} eines Systems durch den Konfigurationsraum beschrieben. Die Bewegungsgleichungen sind Differentialgleichungen zweiter Ordnung. Das bedeutet, dass ein Punkt im Konfigurationsraum den Zustand eines mechanischen Systems nicht vollständig beschreibt. Zur Lösung müssen die Anfangskoordinaten und die Anfangsgeschwindigkeiten bekannt sein.
In der Hamilton-Formulierung wird der Phasenraum betrachtet, der gemeinsame Raum der Koordinaten {\displaystyle x} und des konjugierten Impulses {\displaystyle p}. {\displaystyle x} und {\displaystyle p} werden gleich behandelt und die Bewegung des Systems wird durch eine Bahndarstellung {\displaystyle x(t)} und {\displaystyle p(t)} beschrieben. Der Phasenraum ist zweidimensional, die Bewegungsgleichungen sind dann Differentialgleichungen erster Ordnung, die Zukunft wird durch den Anfangspunkt im Phasenraum bestimmt.
Der kanonisch konjugierte Impuls {\displaystyle p} ist die Ableitung der Lagrange-Funktion (1) nach der Geschwindigkeit {\displaystyle {\dot {x}}}:
{\displaystyle {\frac {{\text{d}}{\cal {L}}}{{\text{d}}{\dot {x}}}}={\frac {{\text{d}}\,\,\,}{{\text{d}}{\dot {x}}}}\left[{\textstyle {\frac {1}{2}}}m{\dot {x}}^{2}-V(x)\right]=m{\dot {x}}=:p}
Aus der Lagrange-Funktion {\displaystyle {\cal {L}}} ergibt sich mit {\displaystyle {\dot {x}}=p/m} die Hamilton-Funktion {\displaystyle {\cal {H}}} als weiterer Skalar
{\displaystyle {\cal {H}}:=p\cdot {\dot {x}}-{\cal {L}}={\frac {p^{2}}{m}}-\left({\frac {p^{2}}{2m}}-V(x)\right)={\frac {p^{2}}{2m}}+V(x)}
Die Hamilton-Funktion {\displaystyle {\cal {H}}} ist die Summe aus der kinetischen Energie {\displaystyle {\textstyle {\frac {1}{2m}}}p^{2}} und der potentiellen Energie {\displaystyle V(x)} und damit die Gesamtenergie.
Die Lagrangesche Differentialgleichung (2) ist dann äquivalent zu:
{\displaystyle {\begin{aligned}p&=m{\frac {{\text{d}}x}{{\text{d}}t}}={\frac {{\text{d}}{\cal {L}}}{{\text{d}}{\dot {x}}}}\\{\frac {{\text{d}}p}{{\text{d}}t}}&={\frac {{\text{d}}\,\,\,}{{\text{d}}t}}{\frac {{\text{d}}{\cal {L}}}{{\text{d}}{\dot {x}}}}{\underset {\text{(2)}}{=}}{\frac {{\text{d}}{\cal {L}}}{{\text{d}}x}}=-{\frac {{\text{d}}V(x)}{{\text{d}}x}}\end{aligned}}}
Mit dem kanonisch konjugierten Impuls {\displaystyle \textstyle p={\frac {{\text{d}}{\cal {L}}}{{\text{d}}{\dot {x}}}}}, der Hamilton-Funktion {\displaystyle {\cal {H}}}, {\displaystyle \textstyle {\dot {x}}={\frac {p}{m}}={\frac {{\text{d}}{\cal {H}}}{{\text{d}}p}}} und {\displaystyle \textstyle {\frac {{\text{d}}{V}}{{\text{d}}x}}={\frac {{\text{d}}{\cal {H}}}{{\text{d}}x}}} wird das obige Differentialgleichungssystem zu
{\displaystyle {\begin{aligned}{\frac {{\text{d}}x}{{\text{d}}t}}&={\frac {{\text{d}}{\cal {H}}}{{\text{d}}p}}\\{\frac {{\text{d}}p}{{\text{d}}t}}&=-{\frac {{\text{d}}{\cal {H}}}{{\text{d}}x}}\end{aligned}}}
Es handelt sich um eine symmetrische Gruppe von Differentialgleichungen erster Ordnung. Sie werden Hamilton-Gleichungen genannt. In jeder Richtung des Phasenraums {\displaystyle (x,p)} muss eine Differentialgleichung erster Ordnung erfüllt sein. Die Bahnkurve der Teilchen erhält man durch schrittweise Integration der Hamilton-Gleichungen.
Die Poisson-Klammer
{\displaystyle [u,v]_{x,p}={\frac {{\text{d}}u}{{\text{d}}x}}{\frac {{\text{d}}v}{{\text{d}}p}}-{\frac {{\text{d}}u}{{\text{d}}p}}{\frac {{\text{d}}v}{{\text{d}}x}}}
stellt die Bewegungsgleichungen sehr symmetrisch dar
{\displaystyle {\dot {x}}=[x,{\cal {H}}]_{x,p}\quad {\text{und}}\quad {\dot {p}}=[p,{\cal {H}}]_{x,p}}
In höheren Dimensionen lässt sich dieser Trick anwenden, wenn weitere Symmetrien und daraus folgende Erhaltungsgrößen existieren.
Für die Bewegung eines materiellen Punktes der Masse {\displaystyle m} unter dem Einfluss der Gravitation als Zentralkraft {\displaystyle \textstyle -{\frac {\partial U}{\partial {\vec {r}}}}} bleibt der Drehimpuls {\displaystyle {\vec {L}}} erhalten. Damit ändert sich im Keplerproblem der Abstand vom Massenmittelpunkt in gleicher Weise wie {\displaystyle r} im eindimensionalen Problem mit dem Potential
{\displaystyle V(r)=U(r)+{\frac {|{\vec {L}}|^{2}}{2mr^{2}}}}
Die Lösung lautet
{\displaystyle t_{\text{max}}-t_{\text{min}}=\int _{r_{\text{min}}}^{r_{\text{max}}}{\frac {{\text{d}}r'}{\sqrt {{\frac {2}{m}}\left[E-V(r')\right]}}}}